# Kreuzkirche (Słupsk)
Die Kreuzkirche in Słupsk (Stolp) in der polnischen Woiwodschaft Pommern ist ein evangelisch-lutherisches Gotteshaus aus der Mitte des 19. Jahrhunderts und steht für lutherische Kontinuität in Pommern über Bevölkerungs- und Sprachwechsel hinweg.

## Geographische Lage
Die Kreuzkirche in Słupsk steht am westlichen Ende der ul. Słowackiego (Große Auckerstraße) Nr. 40 in Nähe zur Stadtmitte. Die Kreisstadt liegt an der Landesstraße 6 (Berlin–) Stettin–Danzig, ehemalige deutsche Reichsstraße 2 (heute auch Europastraße 28) und der Staats-Bahnstrecke Stargard (Pommern) – Danzig.

## Geschichte und Architektur

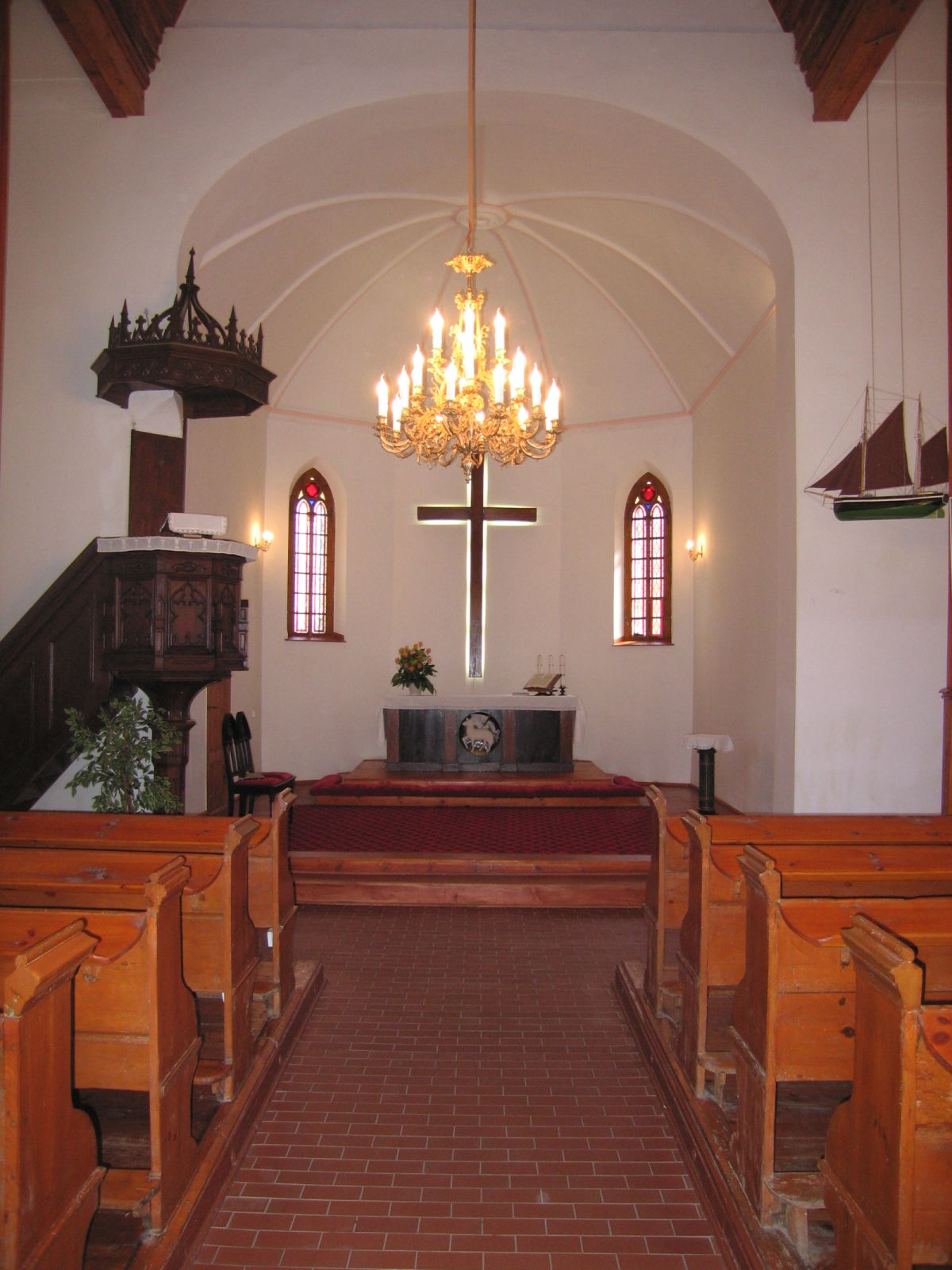
Das Kircheninnere

Zur Stolper Kreuzkirche wurde am 11. November 1857 (Tauftag Martin Luthers) der Grundstein gelegt. Die Bauerrichtung folgte den Entwürfen der Architekten Karl Pape und Ludwig Hundtesser.
Als Baumaterial verwendete man Kalksandstein als eine angeblich billige Möglichkeit, die den ärmlichen Verhältnissen der damaligen altlutherischen Gemeinde entsprach. Mehrfach allerdings brachen Teile des Rohbaus ein. Kaum war am 15. September 1858 das Richtfest gefeiert, fiel im Bereich des Altars ein großer Teil des Gebäudes zusammen. Nun verwendete man gebrannte Steine und die Kirche wurde so praktisch ein zweites Mal gebaut.
Am 28. April 1859 schließlich erhielt die Kirche ihre feierliche Weihe. Der Westturm war mit vier kleinen Eckspitzen gekrönt. Auf dem Altar standen ein Kruzifix sowie zwei Leuchter, die Graf Einsiedel der Kirche geschenkt hatte. An der Nord- und Südseite befanden sich acht Fenster mit gotischen Spitzbögen und im Innenraum stützten zehn Säulen das hochgewölbte Mitteldach. Die Anbringung von Glocken und einer Turmspitze war den Altlutheranern damals nicht erlaubt worden.
Zum 75. Kirchweihjubiläum am 14. Oktober 1934 wurde das Gotteshaus gründlich renoviert. Es erhielt einen neuen Altar aus Eichenholz mit reliefartiger Darstellung eines die Kreuzesfahne tragenden Lammes.
Im Zweiten Weltkrieg feierte die Gemeinde an Weihnachten 1944 letztmals ihren Gottesdienst in der Kreuzkirche.
Nach Übernahme der Stolper Kreuzkirche durch die Evangelisch-Augsburgische Kirche in Polen wurde sie wieder ein lutherischer Gottesdienstort, sowohl für neuzugezogene polnische als auch einige verbliebene deutsche Gemeindeglieder. Im Jahre 1995 feierte diese Gemeinde das 50-jährige Gemeindejubiläum. 2005 wurde das Gebäude von Grund auf instand gesetzt, und am 30. September 2007 wurde – anlässlich der Feierlichkeiten zum 150. Jahrestag der Grundsteinlegung der Kirche – eine neue Orgel eingeweiht.

## Kirchengemeinde
Nach Einführung der Kirchenunion in Preußen sammelten sich Menschen, die am lutherischen Bekenntnis festhielten und eine Bewegung erzeugten, die außerhalb der Preußischen Landeskirche den Fortbestand der lutherischen Kirche zum Ziel hatte. Im ländlichen Umfeld von Stolp hatte sich dieser Personenkreis in Orten wie Versin (heute polnisch: Wieszyno), Klein Gansen (Gałąźnia Mała) und Reddestow (Redystowo) zu einem Pfarrbezirk im Verband der von der Landeskirche unabhängigen Evangelisch-Lutherischen Kirche in Preußen gebildet, der in der Stadt Stolp dann seinen organisatorischen Mittelpunkt fand. Im Jahre 1857 erhielt die Gemeinde ihren ersten Pastor, der damals 644 Gemeindeglieder (davon 157 in der Stadt wohnhaft) zu betreuen hatte. Am 12. August 1857 bekam die Gemeinde (mit den Filialen in Versin, Klein Gansen und Reddestow) ihre staatliche Anerkennung.
Bald ging die kleine Gemeinde – nach Kirchbauten in Klein Gansen und Versin – auch in Stolp daran, ein eigenes Gotteshaus zu errichten, das schließlich 1859 eingeweiht werden konnte. Im Jahre 1889 konnte von der jetzt 598 Gemeindeglieder (175 = Stolp, 166 = Versin, 139 = Klein Gansen, 119 = Reddestow) zählenden Gemeinde ein Pfarrhaus an der Holzstraße (heute: ul. Drewniana) Nr. 4 gebaut werden.
Hatte man in der Zeit des Dritten Reiches auch im Zusammenwirken mit der Preußischen Landeskirche sich behaupten können, so machten Flucht und Vertreibung der Gemeinde 1945 ein Ende. Das Pfarrhaus brannte beim Einmarsch der Russen ab, während das Gotteshaus bald von der Evangelisch-Augsburgischen Kirche in Polen in Besitz genommen werden konnte.
Die ersten Geistlichen dieser Kirche kamen ab 1947 nach Słupsk. Auf Initiative von Jan Posmykiewicz gründete sich hier eine polnischsprachige Gemeinde mit anfangs 800 Gemeindegliedern, von denen etwa 300 im Stadtgebiet wohnten. Ab Oktober 1947 fanden in der Kreuzkirche wieder Gottesdienste statt, später auch in deutscher Sprache, war doch jetzt die Pfarrei (Parafia) Słupsk geographisch bis nach Białogard (Belgard an der Persante), Koszalin (Köslin), Szczecinek (Neustettin) und Świdwin (Schivelbein) gewachsen – mit noch zahlreichen deutschen Gemeindegliedern. Im Jahre 1997 teilte man die Gemeinde in die beiden Bezirke Koszalin und Słupsk. Zur Pfarrei Słupsk gehören heute nur noch die Filialgemeinden Gardna Wielka (Groß Garde), Główczyce (Glowitz) und Lębork (Lauenburg in Pommern). Sie gehört zur Diözese Pommern-Großpolen (Amtssitz in Sopot (Zoppot)) der Evangelisch-Augsburgischen Kirche in Polen mit Sitz in Warschau.

### Pfarrer
Zwischen 1857 und 1945 amtierten an der Kreuzkirche in Stolp sieben deutsche Geistliche der altlutherischen Kirche, seit 1947 sind hier Pfarrer der polnischen Evangelisch-Augsburgischen Kirche tätig:
1. Georg Friedrich Haag, 1857–1862
2. Hermann Steininger, 1864–1873
3. Hermann Martius, 1874–1878
4. Heinrich Brachmann, 1878–1892
5. Alfred Reuter, 1892–1932
6. Gerhard Günther, 1933–1937
7. Albrecht Stolle, 1937–1945
8. Jan Posmykiewicz
9. Otto Maks Cybulla, 1957–1959
10. Gustaw Burchart, 1959–1961
11. Eryk Smoleński, 1962–1968
12. Lucjan Steinhagen, 1969–1971
13. Emil Gatner, 1971–1972
14. Jerzy Krwaczyk, 1972–1980
15. Tadeusz Warczyński, 1980–1981
16. Rudolf Mrowiec, 1982–1991
17. Mirosław Sikora, 1991–1997
18. Marcin Makula, 2002–2005
19. Wojciech Froehlich, seit 2005